# Kategoria Superiore 2008/09
De Kategoria Superiore 2008/09 was het 68ste seizoen van het Albanese nationale voetbalkampioenschap. Het ging van start op 24 augustus 2008 en eindigde op 23 mei 2009.

## Eindstand
|    | Club                | WG | W  | V  | G  | DV | DT | +/- | P  |                                                |
| -- | ------------------- | -- | -- | -- | -- | -- | -- | --- | -- | ---------------------------------------------- |
| 1  | SK Tirana           | 33 | 19 | 11 | 3  | 58 | 27 | +31 | 68 | Tweede voorronde UEFA Champions League 2009/10 |
| 2  | KS Vllaznia Shkodër | 33 | 19 | 7  | 7  | 49 | 29 | +20 | 64 | Eerste voorronde UEFA Europa League 2009/10    |
| 3  | Dinamo Tirana       | 33 | 12 | 8  | 13 | 32 | 34 | -2  | 52 | Eerste voorronde UEFA Europa League 2009/10    |
| 4  | KS Teuta Durrës     | 33 | 16 | 8  | 14 | 47 | 52 | -5  | 44 |                                                |
| 5  | KS Shkumbini Peqin  | 33 | 12 | 8  | 13 | 32 | 38 | -6  | 44 |                                                |
| 6  | KS Flamurtari Vlorë | 33 | 10 | 12 | 11 | 33 | 33 | ±0  | 42 | Tweede voorronde UEFA Europa League 2009/10    |
| 7  | KS Besa Kavaja      | 33 | 10 | 10 | 13 | 31 | 41 | -10 | 40 |                                                |
| 8  | Apolonia Fier       | 33 | 11 | 5  | 17 | 36 | 43 | -7  | 38 |                                                |
| 9  | KS Bylis Ballsh     | 33 | 9  | 10 | 14 | 28 | 38 | -10 | 37 | Play-off                                       |
| 10 | FK Partizani Tirana | 33 | 9  | 9  | 15 | 27 | 36 | -9  | 36 | Play-off                                       |
| 11 | KS Lushnja          | 33 | 8  | 12 | 13 | 25 | 35 | -10 | 36 | Degradatie naar de Kategoria e parë            |
| 12 | KF Elbasani         | 33 | 7  | 14 | 12 | 28 | 39 | -11 | 35 | Degradatie naar de Kategoria e parë            |

### Play-off
| FK Partizani Tirana | 0-1 | KS Kastrioti Krujë |

| KS Bylis Ballsh | 2-5 (n.v.) | Gramozi Ersekë |

## Topscorers
23 goals
- Migen Memelli (SK Tirana)

17 goals
- Sebino Plaku (KS Dinamo Tirana)

14 goals
- Vioresin Sinani (KS Vllaznia Shkodër)

Nationale competities:
Albanië · Armenië · België · Bosnië en Herzegovina · Bulgarije · Cyprus · Denemarken · Duitsland · Engeland · Estland · Finland · Frankrijk · Griekenland · Hongarije · IJsland · Ierland · Israël · Italië · Kazachstan · Kroatië · Letland · Luxemburg · Montenegro · Nederland · Noorwegen · Oekraïne · Oostenrijk · Polen · Portugal · Roemenië · Rusland · San Marino · Schotland · Servië · Slovenië · Slowakije · Spanje · Tsjechië · Turkije · Zweden · Zwitserland
Europese competities: Super Cup 2009 · Intertoto Cup 2008 · Champions League · UEFA Cup
1930 · 1931 · 1932 · 1933 · 1934 · 1935 · 1936 · 1937 · 1938-44 · 1945 · 1946 · 1947 · 1948 · 1949 · 1950 · 1951 · 1952 · 1953 · 1954 · 1955 · 1956 · 1957 · 1958 · 1959 · 1960 · 1961 · 1962/63 · 1963/64 · 1964/65 · 1965/66 · 1966/67 · 1967/68 · 1968/69 · 1969/70 · 1970/71 · 1971/72 · 1972/73 · 1973/74 · 1974/75 · 1975/76 · 1976/77 · 1977/78 · 1978/79 · 1979/80 · 1980/81 · 1981/82 · 1982/83 · 1983/84 · 1984/85 · 1985/86 · 1986/87 · 1987/88 · 1988/89 · 1989/90 · 1990/91 · 1991/92 · 1992/93 · 1993/94 · 1994/95 · 1995/96 · 1996/97 · 1997/98 · 1998/99 · 1999/00 · 2000/01 · 2001/02 · 2002/03 · 2003/04 · 2004/05 · 2005/06 · 2006/07 · 2007/08 · 2008/09 · 2009/10 · 2010/11 · 2011/12 · 2012/13 · 2013/14 · 2014/15 · 2015/16 · 2016/17 · 2017/18 · 2018/19 · 2019/20 · 2020/21 · 2021/22 · 2022/23